# Mississippi College Choctaws
Mississippi College Choctaws (Choctaws del Colegio de Mississippi) es el equipo deportivo que representa al Mississippi College ubicado en Clinton, Mississippi en la NCAA Division II como parte de la Gulf South Conference en 19 deportes.

## Historia
Por años Mississippi College fue una fuerza dominante en atletismo en la NCAA Division II. Ganaron el campeonato nacional de Division II en 1989, pero su programa de fútbol americano le fue despojado del título por el comité de la NCAA por violaciones en el proceso de reclutamiento de jugadores.
El Board of Trustees de Mississippi College votó en marzo de 1995 para que la universidad pasara a ser miembro de la Division III de la National Collegiate Athletic Association en otoño de 1997.
Actualmente Mississippi College participa con 16 equipos deportivos. Desde su transición a la Division III en 1997, los Choctaws ganaron 25 campeonatos de la American Southwest Conference. En 2007 ganaron el título de la conferencia en cross country femenino y baloncesto masculino.
El 11 de julio de 2014 la NCAA aprobó el regreso de Mississippi College a la NCAA Division II. Pasaron a ser miembros activos de la NCAA Division II y de la Gulf South Conference en la temporada 2016–17.
La mayor rivalidad de Mississippi College es con Millsaps College cerca de la ciudad de Jackson. Después de una pausa de 40 años, ambos equipos volvieron a encontrarse en un partido de fútbol americano en el 2000. La rivalidad es conocida como "Backyard Brawl".

### Sobrenombre Choctaw
En una carta del 17 de febrero de 2006 Mississippi College recibió por parte de la NCAA que por la política de restricciones eliminaran el uso del nombre Choctaw de su equipo deportivo. La universidad quitó a su mascota, el Chief Choc.
Lee Royce, presidente de la universidad dijo: "Estamos cumpliendo con el reglamento de la NCAA para eliminar a Mississippi College de la lista de instituciones sujetas a las políticas de restricción. Apreciamos mucho que la Mississippi Band of Choctaw Indians apoyen el uso del nombre Choctaw, y vamos adelante con las relaciones mutuas de respeto y cooperación."
El reverendo Montie Davis de Pascagoula, MS acerca del nombre "Choctaws" que acató Mississippi College. Antes de que el equipo usara el nombre Choctaws al equipo de fútbol americano se le conocía como "Collegians."  El récord del equipo en la temporada de 1921 fue de 7-2-1 con victorias sobre Tulane y Mississippi y un empate contra Florida. Tras ese gran año los estudiantes de Mississippi College decidieron que el nombre Collegians para el equipo no fue una decisión de los estudiantes y por eso sugirieron alternativas para cambiarlo. El Rev. Davis encontró un viejo Choctaw cruzando el campus como una parte del original Natchez Trace, por lo que escogieron "Choctaws." Su sugerencia, por sobre otras --- Yellowjackets, Dutchies, y Warriors --- fue la que al final ganó la votación. El reverendo Davis rápidamente dijo a los estudiantes por qué esos tres nombres no eran aceptados. Lo de "Yellowjackets," porque "solo aparecían en clima seco" y como el fútbol americano se juega en superficies húmedas y con barro lo descartó. El de Dutchies fue en homenaje al presidente de MC, Dr. J.W. Provine, y el problema estaba en que no era conocido fuera de la universidad. El de Warriors? Cuales Warriors?  Rev. Davis le informó a los estudiantes sobre los Choctaws que eran recordados por su valentía, transparencia, velocidad, agilidad, capacidad para nadar como un pez. Después de la votación final el nombre "Choctaws" fue el claro ganador y el equipo deportivo se llama así desde 1921.

## Deportes
| Masculino - Béisbol - Baloncesto - Cross-Country - Fútbol Americano - Golf - Fútbol - Tenis de Mesa - Tenis - Atletismo de Pista | Femenino - Baloncesto - Cross-Country - Encuestre - Golf - Fútbol - Softbol - Tenis de Mesa - Tenis - Atletismo de Pista - Voleibol |

### Béisbol
Actualmente dos jugadores han sido elegidos de Mississippi en el Major League Baseball Draft desde que el programa fuera creado en 1965.
| Año  | Nombre      | Ronda | Equipo  |
| ---- | ----------- | ----- | ------- |
| 2003 | Bo Edmiston | 15    | Astros  |
| 2019 | Blaine Crim | 19    | Rangers |